# Guinea en los Juegos Olímpicos de Moscú 1980
Guinea estuvo representada en los Juegos Olímpicos de Moscú 1980 por nueve deportistas masculinos que compitieron en tres deportes.
El equipo olímpico guineano no obtuvo ninguna medalla en estos Juegos.